# Daewoo Bus

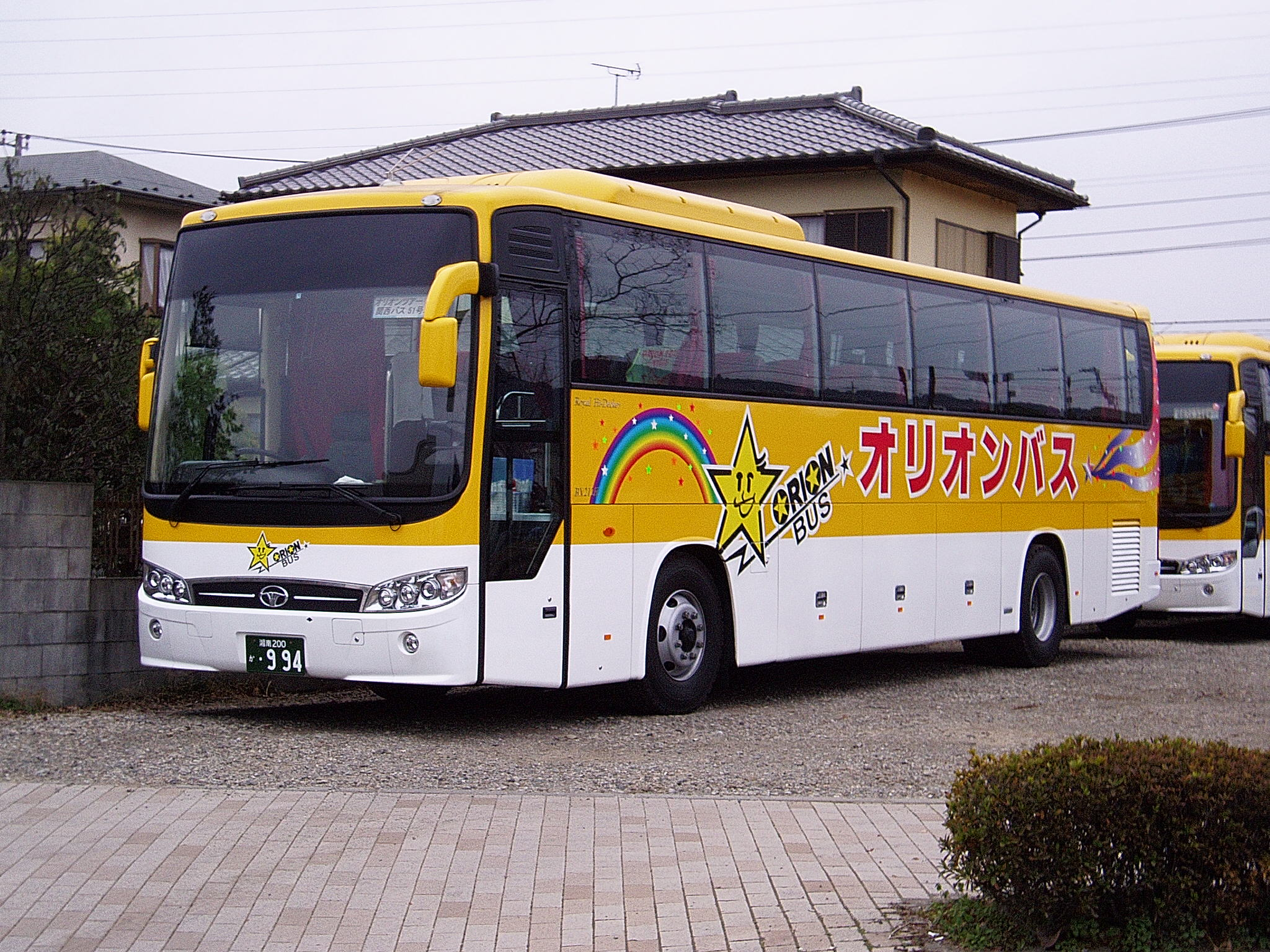
Daewoo Bus BX212 tại Nhật Bản

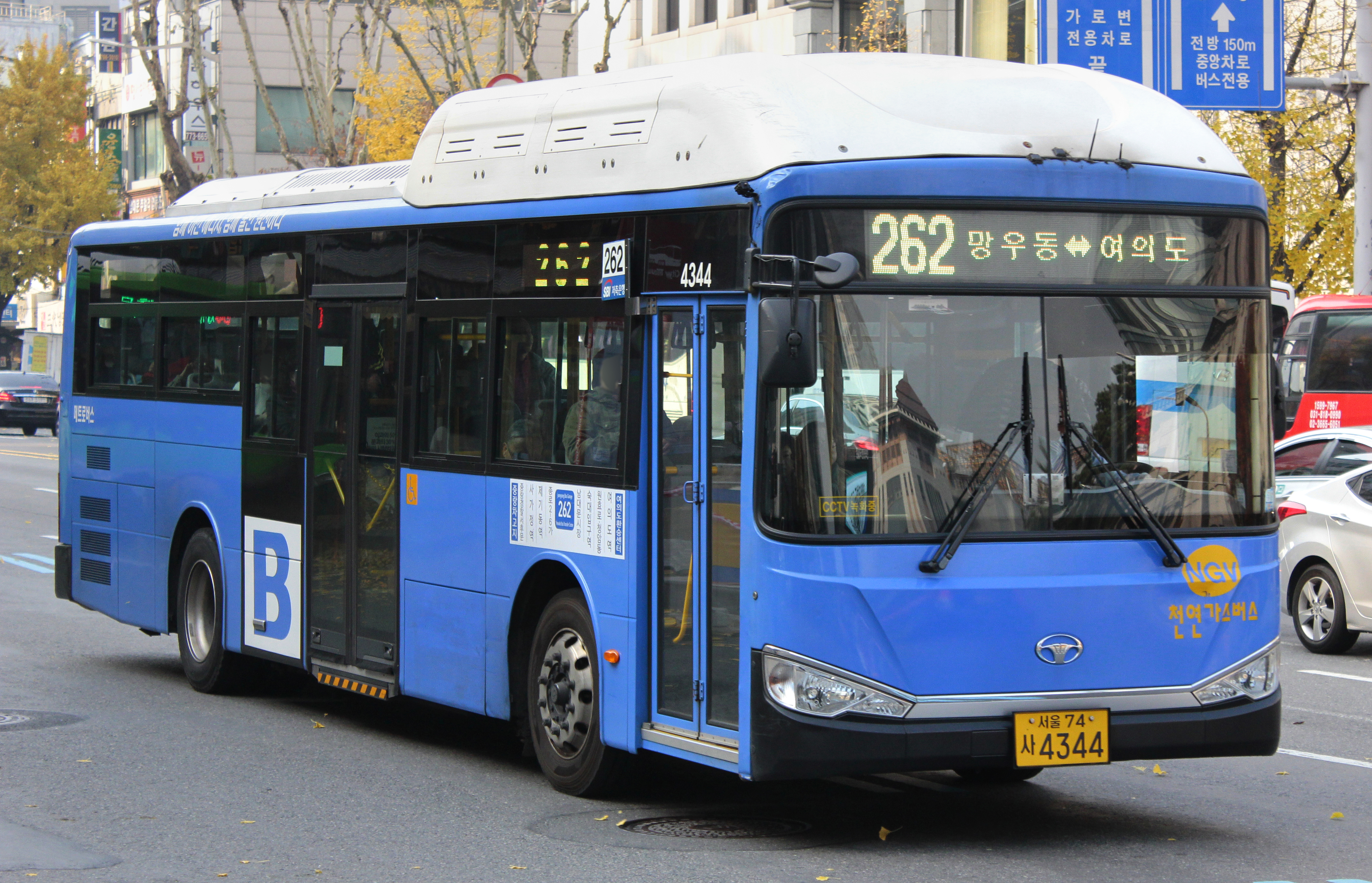
Daewoo Bus BS110CN tại Seoul, Hàn Quốc

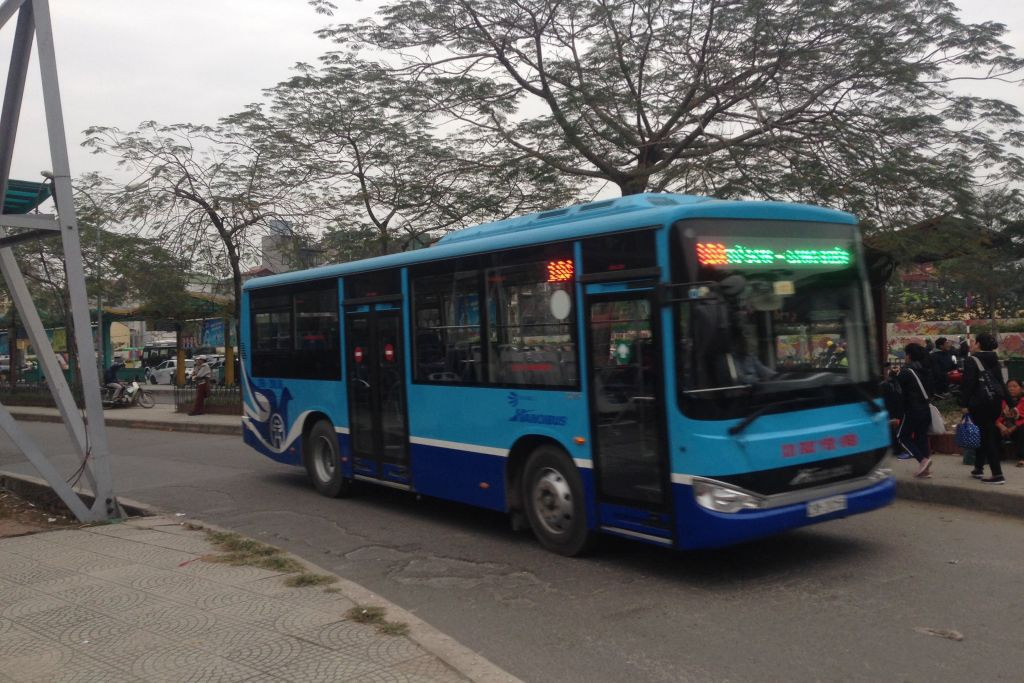
Daewoo BC095 Euro 4 thuộc XN xe buýt Yên Viên, chạy tuyến 10A xuất bến từ ĐTC Long Biên, Hà Nội, Việt Nam.

Zyle Daewoo hay Daewoo Bus (tiếng Hàn: 자일대우상용차) là một công ty chuyên về sản xuất xe buýt của Hàn Quốc, đây là một chi nhánh trực thuộc Young-An Hat Company, GM Daewoo và tập đoàn mẹ General Motors. Công ty hiện đặt trụ sở chính ở thành phố Bucheon, tỉnh Gyeonggi. Hiện nay, ngoài nội địa, Daewoo Bus đang mở rộng hoạt động kinh doanh tại các thị trường Nhật Bản, Trung Quốc, Trung Á, Nam Á, Trung Đông, Đông Nam Á và một số nước châu Phi.

## Các dòng xe buýt hiện nay
- BX212H/S
- BH120F
- BH119
- BH117H
- BH116
- BH115E
- BF116
- BH090
- BS120CN (CNG)
- BV120MA
- BC211M
- BS116
- BS090
- BC095 (2016-2017: Euro 3, 2018: Euro 4)
- BC110
- BC212MA
- BC212
- BC312MB
- GVD090
- GDW6901HGD1

## Lịch sử

### Công ty Ô tô Shinjin (1955~1971)
- Shinjin Micro Bus (1962)
- Shinjin Light Bus (1965)
- Pioneer (1965)
- FB100LK (1966)
- B-FB-50 (1966)
- DB102L (1968)
- DHB400C (1970)
- DAB (1970)
- RC420TP (1971)

### Công ty Ô tô GM Korea (1972~1976)
- DB105LC (1972)
- BD50DL (1973)
- BLD24 (1973)
- BD098 (1976)
- BD101 (1976)
- BU100/110 (1976)

### Công ty Ô tô Saehan (1976~1983)
- BU120 (1976)
- BL064 (1977)
- BF101 (1977)
- BR101 (1980)
- BH120 (1981)
- BV113 (1982)
- BF105 (1982)

### Công ty Ô tô Daewoo (Nexto 1, 1983~1994)
- BV101 (1983)
- BH115H (1984)
- BH120H (1985)
- BS105 (1986)
- BU113 (1986)
- BF120 (1987)
- BS106 (1991)
- BH120F (1994)
- BH113 (1994)

### Công ty Daewoo Heavy Industry (1994~1999)
- BH117H (1995)
- BM090 (1996)
- BH116 (1997)
- BH115E (1998)

### Công ty Ô tô Daewoo (Nexto 2, 1999~2002)
- BF106 (2001)
- BH090 (2001)
- BS090 (2002)
- BV120MA (2002)
- BS120CN (2002)

### Công ty Daewoo Bus (2002~)
- BH119 (2003)
- BX212H/S (2004)
- BC211M (2005)